# Vorstengraf (Lüneburger Heide)
Het Vorstengraf op de Lüneburger Heide, ten noorden van Niederhaverbeck. De grafheuvel ligt op de Wilseder Berg, de hoogste heuvel op de Lüneburger Heide.
In de omgeving liggen meerdere megalithische bouwwerken.